# Raionul Sarnî (pre-2020), Rivne
Sarnî (în ucraineană Сарненський район, transliterat: Sarnenskîi raion) este un raion în regiunea Rivne, Ucraina. Reședința sa este orașul Sarnî.

## Demografie
Componența lingvistică a raionului Sarnî
     Ucraineană (98,16%)
     Rusă (1,58%)
     Alte limbi (0,19%)
Conform recensământului din 2001, majoritatea populației raionului Sarnî era vorbitoare de ucraineană (98,16%), existând în minoritate și vorbitori de rusă (1,58%).